# The Guardian
The Guardian je britský deník, založený roku 1821 a do roku 1959 vycházející pod názvem The Manchester Guardian. Vydává jej společnost Guardian Newspapers Limited. V listu často publikují politicky velmi protichůdné články (komentáře).
The Guardian vychází od pondělí do soboty. S průměrným denním nákladem 185 tisíc výtisků (leden 2015) se řadí za Daily Telegraph a The Times na třetí místo mezi britskými deníky.
Sesterskými novinami je The Observer, jenž vychází v neděli. Vydáván je od roku 1791, což z něj učinilo nejstarší nedělník na světě.
České překlady vybraných článků z deníku publikuje Jan Čulík v Britských listech.

## Politická orientace novin
Mezi osmi mainstreamovými, celostátními, britskými novinami je The Guardian britskými čtenáři označován jako nejlevicověji orientovaný. V celkovém hodnocení jej v Británii vnímají jako středolevicový.
Do prezidentské kampaně v roce 2004 v USA zasáhl The Guardian organizováním dopisové akce nerozhodnutým voličům. Dopisová akce slovy někdejšího zaměstnance vyznívala politicky neutrálně, přestože podle něj nebyla středolevicová orientace The Guardian tajemstvím. Nejvýrazněji podporoval The Guardian v prezidentské kampani v roce 2004 kandidáta Johna Kerryho.